# Оратовський Михайло Борисович
Михайло Борисович Оратовський (рос. Михаил Борисович Оратовский; нар. 3 квітня 1974, Тирасполь) — ізраїльський шахіст, до 1992 року представник СРСР, гросмейстер від 2002 року.

## Шахова кар'єра
Наприкінці 1980-х років навчався в знаменитій шаховій школі Михайла Ботвинника. Брав участь у турнірах на першість СРСР серед юніорів до 16 і 20 років, а також у командних змаганнях. Після розпаду Радянського Союзу виїхав до Ізраїля. 1992 року дебютував у фіналі чемпіонату Ізраїлю, поділивши 6-11 місце, в 1993 році поділив 1-ше місце у Тель-Авіві (разом із, зокрема, з Рамом Соффером), переміг на турнірі юніорів у Ленку і поділив 5-6-те місце на чемпіонаті Європи серед юніорів до 18 років, а в 1994 році виборов титул чемпіона Ізраїлю серед юніорів до 20 років, посів 1-ше місце в Занені, а також виступив на чемпіонаті світу серед юніорів у цій віковій категорії, посівши 8-11 місце.
Досягнув низки успіхів у наступних роках:
- 1996 — Канни (поділив 1-ше місце разом з Мішо Цебало, Ніколою Мітковим і Ніно Кіровим),
- 2001 — Бадалона (поділив 1-ше місце разом з Атанасом Колевим і Мігелем Муньйосом Пантоєю), Балаге (поділив 1-ше місце разом з Томашем Полаком і Хейккі Вестеріненом), Альбасете (поділив 1-ше місце разом із, зокрема, Елізбаром Убілавою), Салоу (2-ге місце позаду Дідьє Колласа), Лісабон (поділив 2-ге місце позаду Єруна Пікета, разом з Артуром Коганом),
- 2002 — Альбасете (поділив 1-ше місце разом з Алексісом Кабрерою), поділив 1-ше місце в Бад-Вісзе (разом з Костянтином Ландою, Володимиром Малаховим, Левоном Ароняном, Геральдом Гертнеком, Ігорем Хенкіним і Роландом Шмальцем), Лорка (поділив 2-ге місце позаду Карена Мовсесяна, разом із, зокрема, Богданом Лаличем),
- 2003 — Серлер (посів 1-ше місце), Мая (поділив 1-ше місце разом з Кареном Мовсесяном і Кевіном Спраггеттом),
- 2004 — Бенаске (поділив 1-ше місце разом з Артуром Коганом, Збінеком Грачеком, Володимиром Бурмакіним, Лазаро Брузоном і Павлом Ельяновим),
- 2005 — Бенаске (2-ге місце позаду Крішнана Сашікірана).

Найвищий рейтинг Ело в кар'єрі мав станом на 1 січня 2003 року, досягнувши 2588 очок займав тоді 5-те місце (позаду Бориса Гельфанда, Іллі Сміріна, Еміля Сутовського і Олександра Хузмана) серед ізраїльських шахістів.

## Зміни рейтингу
| На цьому місці має відображатися графік чи діаграма, однак з технічних причин його відображення наразі вимкнено. Будь ласка, не видаляйте код, який викликає це повідомлення. Розробники вже працюють для того, щоби відновити штатне функціонування цього графіка або діаграми. | |
| | На цьому місці має відображатися графік чи діаграма, однак з технічних причин його відображення наразі вимкнено. Будь ласка, не видаляйте код, який викликає це повідомлення. Розробники вже працюють для того, щоби відновити штатне функціонування цього графіка або діаграми. |